# Jalapão
Jalapão è una microregione dello Stato del Tocantins in Brasile appartenente alla mesoregione Oriental do Tocantins.
È suddivisa in 20 comuni che ricoprono una superficie totale di 53.416 km² e che   nel 2006 riunivano 65.705 abitanti.

## Comuni
Comprende 15 comuni:
- Barra do Ouro
- Campos Lindos
- Centenário
- Goiatins
- Itacajá
- Itapiratins
- Lagoa do Tocantins
- Lizarda
- Mateiros
- Novo Acordo
- Ponte Alta do Tocantins
- Recursolândia
- Rio Sono
- Santa Tereza do Tocantins
- São Félix do Tocantins